# Foulques III de Mathefelon
 (février 2017).
Foulques III de Mathefelon, membre de la famille de Mathefelon, baron de Durtal et de Mathefelon, seigneur de Saint-Ouën, de Juvigné, de Beauvais, d'Entrammes, d'Azé, etc.

## Famille
Il est le fils de Thibault III de Mathefelon.
Il épouse; en premières noces, vers 1248, Alix de Vitré, fille d'André III de Vitré, et de Catherine de Thouars dont : 
- Hubert ou Herbert de Mathefelon, seigneur de Lancheneil ;
- Geoffroy, époux de Jeanne de Prunellé;
- Thibault IV de Mathefelon, mari d'Isabeau de Sillé;
- Jacques, qui prend alliance avec Marie Le Veneur, fille du seigneur de Carouges;
- Jean, uni à Marie d'Arquenay;
- Pierre, époux de Catherine de Chourches;
- Jeanne, mariée à Ponthus de Brie;
- Françoise, épouse de François de Brée;
- François, qui s'unit à Catherine de Chauvigné.

De son second mariage avec Elisabeth de Châteaubriant, fille de Godefroy de Châteaubriant, Foulques III a deux garçons et deux filles:
- Hugues de Mathefelon, marié à Alix de Sancerre, en 1271, dont il a un fils nommé Thibault,
- Foulques IV de Mathefelon, évêque d'Angers.
- Ses deux filles, Catherine et Philippine, sont toutes les deux religieuses à l'Abbaye Saint-Georges de Rennes, en 1212, et en devinrent successivement abbesses de Saint-Georges de Rennes. Catherine meurt en 1311 et Philippine en 1325.

## Biographie
Foulques III de Mathefelon donne aux religieuses de Seiches toutes les dîmes qu'il avait en sa baronnie de Mathefelon et fait construire à neuf leur église en 1251. Il transige, en 1260, avec l'abbé de Saint-Serge d'Angers et les moines de cette abbaye, et échange, en 1265, les fiefs et seigneuries des Ponts de Laval, dits de Mayenne, avec Guy VII de Laval, qui lui donna en contre échange, la terre et seigneurie de la Cropte. 

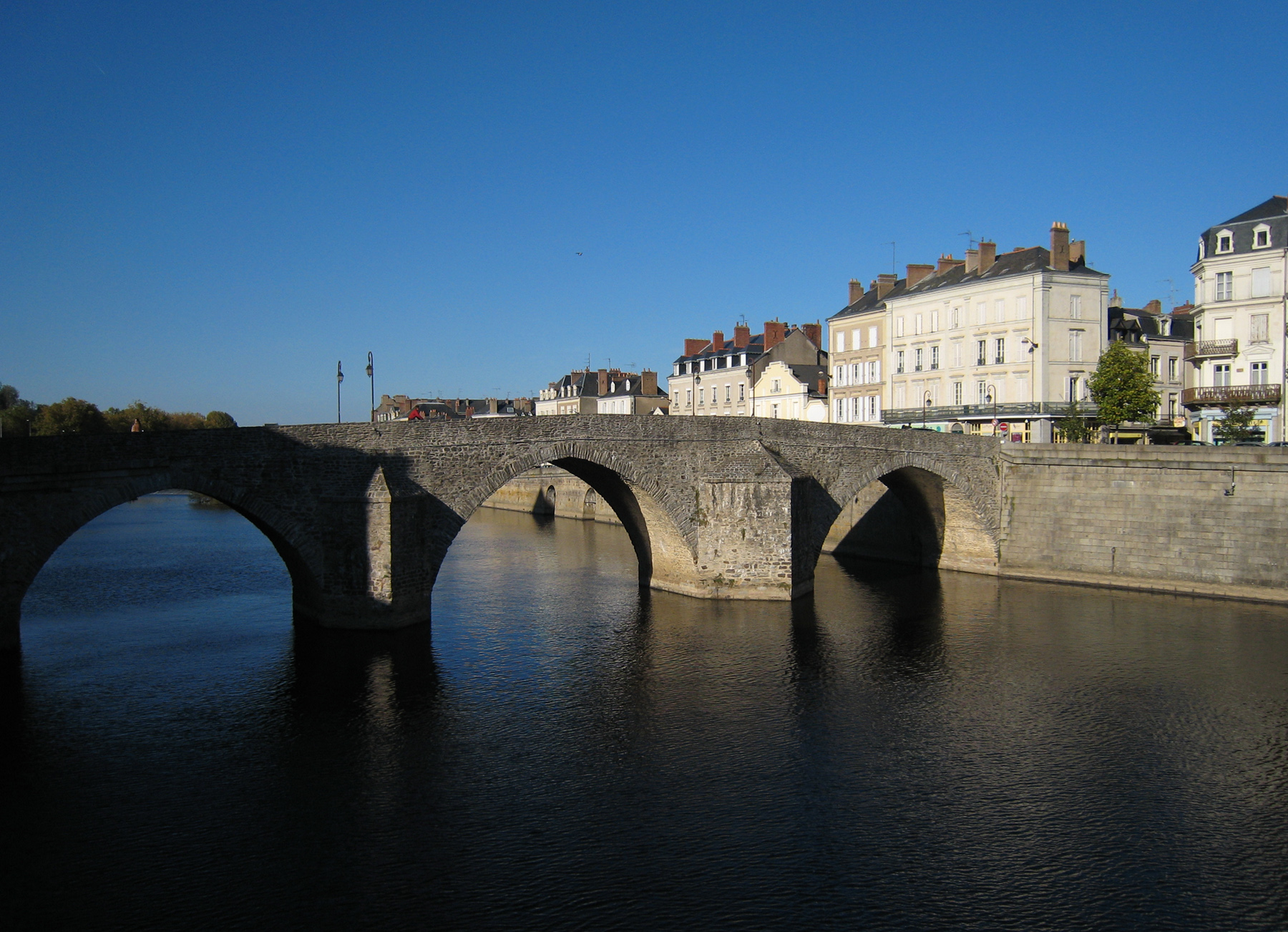
Vieux pont sur la Mayenne

Il fait de riches dons à l'abbaye de Chaloché, fondée par ses ancêtres. Il entreprend le voyage de la Terre-Sainte, ayant à sa suite un grand nombre de gentilshommes, ses vassaux, après avoir fait son testament, en 1269. A son retour, il confirme tous les dons et legs qu'il avait faits antérieurement.
Il assiste le 26 avril 1319, au baptême de Jean, fils de Philippe de Valois, comte du Maine, qui a lieu, dans l'église cathédrale du Mans, en présence d'un grand nombre de seigneurs.

## Source
- Louis Marie Henri Guiller, Recherches sur Changé-les-Laval, tome 2, p. 27 - .